# Détachement d'armée von Lüttwitz
Le détachement d'armée von Lüttwitz (en allemand : Armee-Abteilung von Lüttwitz) était une unité militaire de l'Armée de terre (Heer) de la Wehrmacht, intermédiaire entre un corps d'armée et une armée, formée le 6 avril 1945 à partir du 47e corps de blindés.
Elle se rend le 16 avril 1945 dans la poche de la Ruhr.

## Organisation

### Commandant
| Date                         | Grade                    | Commandant            |
| ---------------------------- | ------------------------ | --------------------- |
| 6 avril 1945 - 16 avril 1945 | General der Panzertruppe | Heinrich von Lüttwitz |

### Chef d'état-major
| Date                         | Grade          | Commandant                  |
| ---------------------------- | -------------- | --------------------------- |
| 6 avril 1945 - 16 avril 1945 | Oberstleutnant | Douglas Graf von Bernstorff |

### Officiers d'opérations (Ia)
| Date                         | Grade | Commandant          |
| ---------------------------- | ----- | ------------------- |
| 6 avril 1945 - 16 avril 1945 | Major | Hans-Joachim Klemme |

## Zones d'opérations
- Poche de la Ruhr : Avril 1945

## Ordre de bataille
12 avril 1945
- LIII. Armeekorps
  - 116. Panzer-Division
  - 22. Flak-Division
  - 190. Infanterie-Division
  - 180. Infanterie-Division
  - Kampfgruppe von Deichmann
- LXIII. Armeekorps
  - 2. Fallschirm-Jäger-Division
  - Stab Infanterie-Division “Hamburg”